# Henrik Hillbom
Henrik Ferdinand Hillbom, född 3 april 1863 i Ekolsund, Uppland, 22 mars 1948 i Hartford, Connecticut, USA, var en svensk-amerikansk konstnär.
Han var son till postmästaren Andreas Gustaf Hillbom och Emelie Josefina Lindeberg och från 1893 gift med Alma Sahlin. Efter avslutade skolstudier i Karlstad studerade Hillbom vid Tekniska skolan i Stockholm 1879–1882 samtidigt med studierna arbetade han som lärling hos sin morbror ciselören och guldsmeden Otto Lindeberg. Därefter var han under en period fram till 1888 anställd vid Whitney Manufactor Co i New York. Han fortsatte sina konststudier i Paris för Benjamin Constant och Jules Joseph Lefebvre och var därefter anlitad som tecknare och illustratör för Black & White i London. Han gjorde ett kort gästspel i Sverige innan han återvände till Amerika och tog en anställning vid Harpers Weekly Från 1899 och ett tiotal år framåt var han anställd som första modelltecknare vid Wallace Companys silvervarufabrik i Walingford, Connecticut. Han deltog i talrika amerikanska samlingsutställningar med sina landskapsmålningar. Som stafflikonstnär arbetade han huvudsakligen med Landskapsmåleri där vinterlandskapet fick en framträdande roll. Hillbom finns representerad med ett antal modellteckningar till silverarbeten vid Metropolitan Museum of Art i New York och med oljemålningen Vinter i Woodstock vid Smålands museum i Växjö.   